# Wangenbourg-Engenthal
Wangenbourg-Engenthal je občina v departmaju Bas-Rhin francoske regije Alzacija.
Leta 2012 je v občini živelo 1.365 oseb oz. 43 oseb/km².